# Kyeema Spirit
Die Kyeema Spirit ist ein Öltanker der Reederei TeeKay Shipping aus dem Vereinigten Königreich und fährt unter bahamaischer Flagge. Das Schiff wurde 1999 von der Samsung Heavy Industries auf ihrer Werft in Geoje in Südkorea gebaut, und am 7. Juni 1999 in Dienst gestellt. Seine Schwesterschiffe sind Kiowa Spirit und Koa Spirit.

## Zwischenfälle
Am Montagmorgen, dem 24. September 2012 um 6.55 Uhr Ortszeit lief das von der US-Hafenstadt Philadelphia zum Hafen Muuga fahrende, nichtbeladene Tankschiff bei schlechten Witterungsverhältnissen auf Reede östlich der Ostseeinsel Aegna, in der Nähe von der estnischen Hauptstadt Tallinn auf Grund, nachdem der Anker zur Positionsänderung gehoben worden war. Am 25. September 2012 um 13.38 Uhr Ortszeit wurde die Kyeema Spirit mit Schleppern von der Untiefe gezogen und zur Ankerstelle gebracht. Die beschädigten vier Tanks und der Pumpenraum wurden auf der Werft in Naantali bei Turku (Åbo), wohin der Tanker mit zwei finnischen Schleppern Kraft und Hector gebracht wurde, repariert.